# Sphenomaia pyriformis
Sphenomaia pyriformis is een krabbensoort uit de familie van de Cryptochiridae. De wetenschappelijke naam van de soort is voor het eerst geldig gepubliceerd in 1933 door Edmondson.